# Trifluoperazin
Trifluoperazin (Eskazinil, Eskazin, Jatroneural, Modalina, Stelazin, Terfluzin, Trifluoperaz, Triftazin) je tipični antipsihotik iz fenotiazinske hemijske klase.

## Farmakologija
Trifluoperazin je centralni simpatolitik, antagonist dopaminskog receptora, sa minimalnim antiholinergičnim dejstvom.

## Hemija
Trifluoperazin (2-trifluorometil-10-[3-(4-metil-1-piperazinil)propil]fenotazin) se sintetiše na sličan način kao i prohlorperazin. Alkilacija se izvodi koristeći 2-trifluorometilfenotazin-4-metil-1-piperazinilpropilhlorid kao supstrat.

## Spoljašnje veze
|  | Molimo Vas, obratite pažnju na važno upozorenje u vezi sa temama iz oblasti medicine (zdravlja). |